# Proteina C
Proteina C, cunoscută și sub numele de autoprotrombină IIA și factorul XIX de coagulare a sângelui,  este un zimogen, a cărui formă activată joacă un rol important în reglarea anticoagulării, inflamației, morții celulare și menținerii permeabilității vaselor de sânge. Proteina activată C (APC) efectuează aceste operații în primul rând prin inactivarea proteolitică a factorilor Va și VIIIa. APC este clasificată ca serină protează deoarece conține un reziduu de serină în situl activ. La om, proteina C este codificată de gena PROC, care se găsește pe cromozomul 2.
Forma zimogenică a proteinei C este o glicoproteină vitamina K-dependentă, care circulă în plasma sanguină. Structura sa este aceea a unei polipeptide formate din două lanțuri, constând dintr-un lanț ușor și un lanț greu, conectate prin punți disulfurice.  Zimogenul proteinei C este activat prin legarea de trombină, o altă proteină puternic implicată în procesul de coagulare, iar activarea proteinei C este promovată de prezența trombomodulinei și a receptorilor endoteliali ai proteinei C (EPCR). Datorită rolului EPCR, proteina C activată se găsește în principal lângă celulele endoteliale (i.e. cele care tapetează intern pereții vaselor de sânge), aceste celule alături de leucocite fiind cele afectate de APC. :34:3162 Din cauza rolului crucial pe care proteina C îl joacă ca anticoagulant, cei cu deficiențe de proteină C (în formă zimogenă sau activată) au un risc crescut de tromboză. 

## Istorie
Rolul anticoagulant al proteinei C în corpul uman a fost remarcat pentru prima dată de Seegers și colab. în 1960,  care a dat proteinei C numele său original, autoprotrrombină II-a. :6822 Proteina C a fost izolată pentru prima dată de Johan Stenflo din plasma bovină în 1976, stabilind că este o proteină vitamina K-dependentă. El a denumit-o proteina C, deoarece a fost a treia proteină („vârful C”) care a eluat dintr-un cromotograf cu schimb de ioni DEAE-Sepharose. Seegers căuta, la vremea respectivă, factori de coagulare vitamina K-dependenți, nedetectați de testele de coagulare comune care măsoară funcția de coagulare globală. Curând după aceasta, Seegers a realizat că descoperirea lui Stenflo este identică cu a sa. :6822 Proteina activată C a fost descoperită mai târziu în același an , iar în 1977 s-a constatat pentru prima dată că APC inactivează Factorul Va.  :2382  În 1980, Vehar și Davie au descoperit că APC inactivează și factorul VIIIa, și, la scurt timp, cofactorul numit proteina S a fost descoperit de Frederick Walker.  În 1982, un studiu realizat de Griffin și colab. a recunoscut deficitul de proteină C ca fiind asociat cu simptome de tromboză venoasă. Deficitul de proteină homozigotă C și consecințele grave ale acestuia asupra sănătății au fost descrise în 1984 de mai mulți oameni de știință.  :1214 Clonarea ADNc a proteinelor C a fost efectuată pentru prima dată în 1984 de Beckmann și colab., producând o hartă a genei responsabile de producerea proteinelor C în ficat.  În 1987 a fost efectuat un experiment seminal (Taylor și colab. ) prin care s-a demonstrat că proteina activată C previne coagulopatia și moartea la babuinii injectați cu concentrații letale de E. coli. :2382
În 1993, o rezistență ereditară la APC a fost detectată de Dahlbäck și colab. și asociată cu trombofilia familială.  În 1994 s-a remarcat mutația genetică relativ comună care produce factorul V Leiden (Bertina și colab.). Doi ani mai târziu, APC, fără domeniul GLA, a fost reprezentat grafic la o rezoluție de 2,8 Ångströms.  Începând cu studiul clinic PROWESS din 2001, s-a constatat că multe dintre simptomele sepsisului pot fi ameliorate prin perfuzarea de APC, iar ratele de mortalitate ale pacienților septici pot scădea semnificativ.:3161,6 Către sfârșitul acelui an (2001), Drotrecogin alfa (activat), o C-proteină umană activată, obținută prin recombinare genetică, a devenit primul medicament aprobat de FDA pentru tratarea sepsisului sever. În 2002, Science a publicat un articol care a arătat că proteina C activează PAR-1(receptorul 1 activat proteolitic), acest proces explicând modularea de către proteină a sistemului imunitar. :2382

## Genetică
Instrucțiunile biologice pentru sintetizarea proteinelor C la om se găsesc în gena denumită oficial „proteină C (inactivatoare a factorilor de coagulare Va și VIIIa)". Acronimul genei aprobat de Comitetul de nomenclatură genică HUGO este „PROC” din expresia „proteina C ”. Se află pe al doilea cromozom (2q13-q14) și cuprinde nouă exoni.:2383 Secvența de nucleotide care codifică proteina umană C este de aproximativ 11.000 de baze. :4675

## Structură
Proteina umană C este o glicoproteină vitamina K-dependentă, similară structural cu alte proteine vitamina K-dependente cu rol în coagularea sângelui, cum ar fi: protrombina, factorul VII, factorul IX și factorul X.:1215 Sinteza proteinei C are loc în ficat și începe cu o moleculă precursor cu un singur lanț, compusă din o peptidă semnal N-terminală din 32 de aminoacizi care precede o propeptidă.  :S11 Proteină C se formează atunci când este îndepărtată o dipeptidă din Lys198 și Arg199, acest lucru determinând transformarea într-un heterodimer cu carbohidrați N- legați pe fiecare lanț. Proteina are un lanț ușor (21 kDa ) și un lanț greu (41 kDa) conectate printr-o legătură disulfură între Cys183 și Cys319.

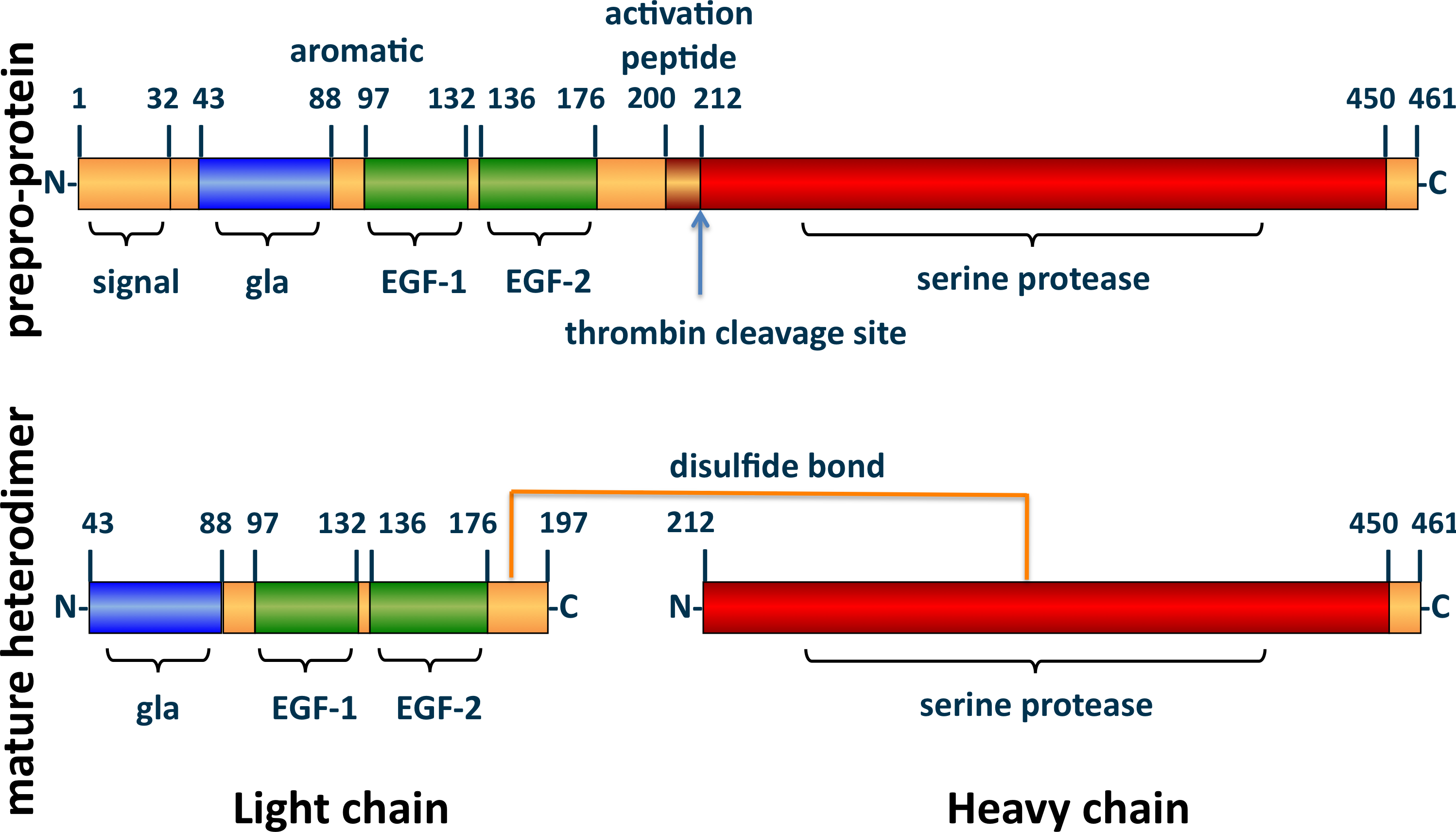
Structura domeniului preproproteinei C (sus) și heterodimerului matur (jos).

Proteina inactivă C cuprinde 419 aminoacizi în mai multe domenii: :2383 un domeniu Gla (reziduurile 43-88); un segment aromatic elicoidal (89-96); două domenii asemănătoare factorului de creștere epidermică (EGF) (97-132 și 136-176); o peptidă de activare (200-211); și un domeniu de serin protează asemănător cu tripsina (212-450). Lanțul ușor conține domeniile Gla, EGF și segmentul aromatic. Lanțul greu conține domeniul serin proteazei și petida de activare. În această formă 85-90% din proteinele C circulă în plasmă sub formă zimogen, așteptând să fie activate. :6822  Restul de proteine C zimogen conțin forme ușor modificate ale proteinei descrise mai sus. Activarea enzimei are loc atunci când o moleculă de trombină scindează peptida de activare de capătul N-terminal al lanțului greu. :4673 :S11 Situl activ conține o triadă catalitică tipică serin proteazei (His253, Asp299 și Ser402).:2833
Domeniul Gla este deosebit de util pentru legarea de fosfolipidele încărcate negativ în vederea anticoagulării, și de EPCR (i.e. receptorul endotelial al proteinei C) pentru citoprotecție. Un anumit exosit mărește capacitatea proteinei C de a inactiva eficient factorul Va. Un altul este necesar pentru interacțiunea cu trombomodulina.  :2833

## Fiziologie
Activarea proteinei C este puternic promovată de trombomodulină și receptorul endotelial al proteinei C (EPCR), acesta din urmă găsindu-se în principal pe celulele endoteliale (celule din interiorul vaselor de sânge). Prezența trombomodulinei accelerează activarea exponențial,:34 iar EPCR accelerează activarea cu un factor de 20. Dacă oricare dintre aceste două proteine este absentă în exemplarele murine (i.e. la șoareci), subiecții mor din cauza coagulării excesive a sângelui în timp ce se află încă într-o stare embrionară .:1983:43335 La nivelul endoteliului, APC îndeplinește un rol major în reglarea coagulării sângelui, a inflamației și a morții celulare (apoptozei). :28S  Datorită efectului accelerator al trombomodulinei asupra activării proteinelor C, se poate spune că proteina este activată nu de trombina singură, ci de complexul trombină-trombomodulină (sau chiar trombină-trombomodulină-EPCR).  :2381 Odată ajuns în formă activă, APC poate rămâne sau nu legată de EPCR, la care are aproximativ aceeași afinitate cu proteina zimogen. :3162
Proteină C în forma zimogenă este prezentă în plasma sanguină a adultului sănătos în concentrații cuprinse între 65-135 IU/dL. Proteina activată C se găsește la niveluri de aproximativ 2000 de ori mai mici decât acesta.:3161 La nou-născut, proteina C zimogen este în medie 40 IU/dL. Aceasta crește până ce sugarul ajunge la vârsta de 6 luni, ajungând la o medie de 60 IU/dL. Nivelul copilului rămâne scăzut față de al unui adult sănătos, până în adolescență când se atinge nivelul adult.:1216 Deficiențele moderat-severe descriu concentrații sanguine cuprinse între 1 și 20 UI/dL pentru proteina C zimogen; deficiența severă presupune un nivel al proteinei C zimogene care este sub 1 IU/dL (sau nedetectabil). Timpul de înjumătățire al proteinelor activate C este în jur de 15 minute.:6823

## Căi de reglare
Căile de reglare ale proteine C reprezintă reacțiile specifice ce controlează nivelul de expresie al proteinei C, precum și activitatea sa în organism.:34 Proteina C este pleiotropă, având două clase principale de funcții: anticoagulare și citoprotecție (efectul direct asupra celulelor). Funcția specifică îndeplinită depinde de legarea proteinei activate C de EPCR (receptorul endotelial al proteinei C). Când nu rămâne legată, activă devine funcția de coagulare prin inactivarea proteolitică ireversibilă a factorului Va și a factorului VIIIa, transformându-i în factorul Vi și respectiv în factorul VIIIi. Când rămâne legată de EPCR, proteina activată C își efectuează funcția citoprotectoare, acționând asupra substratului efector PAR-1 (i.e. receptorul-1 protează-activat). În general, proprietațiile anticoagulante ale proteinei C sunt independente de cele citoprotectoare, în sensul că expresia unei căi de reglare nu este afectată de existența celeilalte.:3162:26S
Activitatea proteinei C poate fi inhibată prin reducerea cantităților de trombomodulină sau de EPCR disponibile. Acest lucru se poate face prin citokine inflamatorii, cum ar fi interleukina-1β (IL-1β) și factorul-α de necroză tumorală (TNF-α). Leucocitele activate eliberează acești mediatori inflamatori în timpul inflamației, inhibând crearea atât a trombomodulinei, cât și a EPCR, inducând descuamarea lor de pe suprafața endotelială. Ambele acțiuni infraregulează (engl. down-regulate) activarea proteinei C. Trombina în sine poate avea, de asemenea, un efect asupra nivelurilor EPCR. În plus, anumite proteine eliberate de celule pot împiedica activarea proteinei C, de exemplu eozinofilele care pot provoca tromboză în bolile cardiace hipereozinofile. β[›] Proteina C poate fi stimulată de factorul plachetar 4. Se presupune că această citokină îmbunătățește activarea proteinelor C prin formarea unei punți electrostatice între domeniul Gla al proteinei C și domeniul glicozaminoglicanic al trombmodulinei, reducând constanta Michaelis (KM) pentru reacția lor. :2386:29S De asemenea, proteina C este inhibată de inhibitorul proteinei C.  :369

### Efecte anticoagulante

Acțiunea proteinei C asupra procesului de coagulare. Sagețile roșii indică întreruperea proceselor aferente.

Proteina C este o componentă majoră în procesul anticoagulării în corpul uman. Aceasta acționează ca zimogen de serin protează: proteina activată C (i.e. APC) proteolizează legăturile peptidice ale factorilor activați V și VIII (factor Va și factor VIIIa), unul dintre aminoacizii din legătură fiind serina.:2381 Aceste proteine inactivate sunt cofactori procoagulanți importanți în generarea de trombină, care este un element esențial în coagularea sângelui; împreună fac parte din complexul protrombinazei. :26S
Factor V se leagă de protrombină și de factorul Xa, crescând de aproximativ 10.000 de ori rata de producere a trombinei. Astfel, inactivarea factorului Va oprește practic producția de trombină. Pe de altă parte, factorul VIII este un cofactor în producerea factorului X activat, care la rândul său transformă protrombina în trombină. Factorul VIIIa mărește activarea factorului X cu un factor de aproximativ 200.000. Datorită importanței sale în coagulare, factorul VIII este, de asemenea, cunoscut sub numele de factor anti-hemofilic, iar deficiențele factorului VIII provoacă hemofilia A. :2382,3
APC inactivează Factorul Va prin trei clivaje la nivelul Arg306, Arg506 și Arg 679. Scindările, atât la Arg306 cât și la Arg506, diminuează atracția moleculei față de Factorul Xa. Proteina S ajută în acest proces prin catalizarea proteolizei la Arg306, în care domeniul A2 al factorului V este disociat de restul proteinei. Proteina S, de asemenea, se leagă de factorul Xa, inhibând aceasta din urmă în diminuarea activității de inactivare a factorului Va de către APC. :2386
Inactivarea factorului VIIIa nu este la fel de bine înțeleasă. Timpul de înjumătățire al factorului VIIIa este de numai două minute dacă factorul IX nu este prezent pentru a-l stabiliza. Unii autori pun la îndoială relevanța inactivării factorului VIIIa de către APC, și nu se cunoaște în ce măsură factorul V și proteina S sunt cofactori în proteolizarea lui. Este cunoscut faptul că APC funcționează pe factorul VIII prin clivarea la două situri: Arg 336 și Arg 562, oricare dintre cele două clivări fiind suficientă pentru dezactivarea factorului VIIIa, și conversia lui în factorul VIIIi. :2387

### Efecte citoprotectoare
Când APC (proteina C activată) se leagă de EPCR (receptorul endotelial al proteinei C), îndeplinește o serie de funcții citoprotectoare importante, dintre care majoritatea necesită EPCR și PAR-1 (receptorul-1 activat de proteinază). Acestea includ: reglarea expresiei genelor, efecte antiinflamatorii, efecte antiaptotice și protejarea funcției de barieră a endoteliului. :3162
Tratamentul celulelor cu APC demonstrează că modularea pe care o imprimă expresiei genetice controlează în mod eficient căile majore ale comportamentul inflamator și apoptotic. Există aproximativ 20 de gene care sunt supraregulate de proteine C și 20 de gene care sunt infraregulate: primele sunt, în general, căi antiinflamatorii și antiapoptotice, în timp ce cele din urmă tind să fie proinflamatorii și proapoptotice. Mecanismele APC de alterare a expresiei genetice nu sunt bine înțelese, dar se crede că ele implică, cel puțin parțial, un efect inhibitor asupra activității factorului de transcripție. :3162,4 Proteine importante pe care APC le supraregulează includ: Bcl-2, eNOS și IAP.  Cel puțin o parte a mecanismului antiapoptotic este obținut prin reducerea activării caspazei 3 și caspazei 8, și infraregularea p53 și Bax. :2388
APC are efecte antiinflamatorii asupra celulelor endoteliale și leucocitelor. APC afectează celulele endoteliale prin inhibarea eliberării mediatorului inflamator și prin inhibarea infraregulării moleculelor de adeziune celulară a celulelor endoteliale. Acest lucru reduce aderența și infiltrarea leucocitelor în țesuturi, limitând în același timp deteriorarea țesutului subiacent. APC promovează funcția de barieră endotelială și reduce chimiotaxia. Studiile efectuate atât pe șobolani, cât și pe oameni, au demonstrat că APC reduce leziunile pulmonare și inflamația induse de endotoxine. :3164
Întreruperea funcțiunii barierei endoteliale și creșterea corespunzătoare a permeabilității sunt asociate cu umflarea, hipotensiunea și inflamația, toate probleme ale sepsisului. APC protejează funcția de barieră endotelială prin inducerea activării sfingozin kinazei -1 dependente de PAR-1 și supraregulării sfingozinei-1-fosfatului. :3165

## Patologii
Deficiența de natură genetică a proteinei C, în forma sa ușoară asociată cu heterozigoza simplă, determină un risc crescut de tromboză venoasă la adulți. Dacă un făt este homozigot sau heterozigot compus pentru deficiență (i.e. toate alelele omoloage sunt recesive), poate prezenta în uter purpura fulminans, coagulare intravasculară diseminată severă și, simultan, tromboembolism venos.:1214 Ștergerea genei pentru proteina C la șoareci provoacă moartea fetală. Șoarecii fetali fără gena proteinei C se dezvoltă normal la început, dar ulterior prezintă sângerări severe, coagulopatie, depunere de fibrină și necroză hepatică.:3161
Frecvența deficitului de proteină C la indivizii asimptomatici este între 1 din 200 și 1 din 500. În schimb, simptomele semnificative ale deficienței sunt detectabile la 1 din 20.000 de indivizi. Nu au fost detectate predispoziții rasiale sau etnice. :1215
Rezistența la proteina C activată apare atunci când APC nu poate să-și îndeplinească funcțiile. Această boală are simptome similare cu deficitul de proteină C. Cea mai frecventă mutație care duce la rezistența la proteina C activată, în rândul caucazienilor, este la nivelul sitului de clivaj al APC-ului din factorul V. Acolo, Arg 506 este înlocuit cu Gln, producând Factor VLeiden. Această mutație este numită și R506Q. :2382 Astfel, sângele persoanei se coagulează prea ușor, rezultând un risc crescut de tromboză. :3 Indivizii heterozigoți pentru mutația Factor VLeiden prezintă un risc de tromboză venoasă de 5-7 ori mai mare decât a populației generale. Subiecții homozigoti prezintă un risc de 80 de ori mai mare.:40
Aproximativ 5% din rezistențele la APC nu sunt asociate cu mutația de mai sus și cu factorul VLeiden. Există și alte mutații genetice ce provoacă rezistență la APC, dar într-o măsură mai mică. Aceste mutații implică diverse alte versiuni ale factorului V, generarea spontană de autoanticorpi care vizează factorul V și disfuncția oricăruia dintre cofactorii APC. :2387 De asemenea, unele patologii dobândite pot reduce eficacitatea APC în îndeplinirea funcțiilor sale anticoagulante. :33 Studiile sugerează că între 20% și 60% dintre pacienții trombofili suferă de o formă de rezistență la APC. :37
Necroza cauzată de warfarină este o deficiență a funcționării proteinei C dobândită ca urmare a tratamentului cu warfarină, care este un antagonist al vitaminei K și un anticoagulant în sine. Cu toate acestea, paradoxal, tratamentul cu warfarină poate produce leziuni cutanate similare cu cele observate în purpura fulminans. O variantă a acestui răspuns o reprezintă cangrenarea unui membru atunci când warfarina este utilizată pentru a trata tromboza venelor profunde asociată cu cancerul. În aceste situații, warfarina poate fi administrată la o doză mică pentru a se asigura că deficiența de proteină C nu apare înainte ca factorii de coagulare dependenți de vitamina K, factorii II, IX și X, să fie suprimați. :211s

## Rolul în medicină
În noiembrie 2001, Food and Drug Administration a aprobat Drotrecogin alfa (DrotAA) pentru tratamentul clinic al adulților care suferă de sepsis sever, cu un risc ridicat de deces. :1332 Drotrecogin alfa-activat este o formă a proteinei umane C activate, însă obținută prin recombinare genetică (rhAPC). Este comercializată sub numele de Xigris de Eli Lilly and Company.:224
În octombrie 2011 rhAPC (Xigris) a fost retras de pe piață de Eli Lilly după ce un studiu major a demonstrat că este ineficient în tratamentul sepsisului. 
Medicamentul Ceprotin, produs de Takeda Pharmaceutical, a fost aprobat pentru uz în Uniunea Europeană în iulie 2001.  Ceprotin este indicat în tratarea purpura fulminans și a necrozei cutanate induse de anticoagulanții pe bază de cumarină, la persoanele cu deficit congenital sever de proteină C.